# جفری اس. توبیاس
جفری اس. توبیاس (انگلیسی: Jeffrey S. Tobias) پزشک اهل بریتانیا و استاد سرطان‌شناسی کالج دانشگاهی لندن است و یکی از مؤلفان دو کتاب رضایت آگاهانه در پژوهش‌های پزشکی و سرطان و مدیریت درمانی آن است. او عضو هیئت مدیره پژوهش‌های سرطان بریتانیا و رئیس سابق انجمن سرطان‌شناسی سر و گردن بریتانیا است.